# Johanna Basford
Pour les articles homonymes, voir Basford.
Johanna Basford, née en 1983, est une illustratrice écossaise. Elle dessine ses illustrations à la main, principalement en noir et blanc, à la plume et au pinceau.
Son style illustratif distinctif se retrouve dans une gamme variée de produits, notamment des livres de coloriage pour adultes, du papier peint, et même des tatouages.
Elle est largement reconnue pour être une pionnière de la vogue des livres de coloriage pour adultes.

## Biographie
Johanna Basford est née le 15 avril 1983 à Aberdeen (Ecosse), où elle a grandi dans la ferme piscicole de ses parents.
Elle a effectué ses études au Duncan of Jordanstone College of Art and Design (DJCAD, université de Dundee), où elle a obtenu en 2005 un diplôme en design textile avec une spécialisation en sérigraphie.
Basford vit et travaille dans l'Aberdeenshire où elle possède un petit studio dans une ancienne ferme aux larges fenêtres qui surplombent les champs environnants. Elle pense que les graphiques générés par ordinateur peuvent sembler « froids et sans âme », c'est pourquoi elle utilise les techniques traditionnelles.
Depuis la publication en 2013 de Secret Garden, son premier livre de coloriage pour adultes, elle a vendu plus de 21 millions de livres dans le monde entier, faisant d'elle « la reine des livres de coloriage pour adultes ».
Elle a été nommée Officier de l'Ordre de l'Empire britannique (OBE) en 2016.
En 2019 elle a obtenu le record Guinness du plus grand dessin réalisé par un individu en créant un immense dessin floral de 501 m² en douze heures dans son ancienne école, Ellon Academy, dans l'Aberdeenshire.
En février 2021 elle a reçu un prix d'excellence entrepreneuriale l'université de Dundee.
Johanna Basford a été mariée à James Watt, cofondateur de la brasserie BrewDog, avec lequel elle a eu deux filles, et dont elle a divorcé en 2020.

## Œuvres
Les clients commerciaux de Johanna Basford incluent Sony, Nike, Tate Modern et Starbucks.
Queensberry-Hunt, un fabricant de céramiques, lui a demandé de créer des motifs dessinés à la main pour sa collection de vaisselle en 2008.
En 2010, elle a créé des graphiques pour l'application iPhone « The New Goodbye ».
Elle a été mandatée par le festival artistique Edinburgh Festival Fringe pour illustrer la couverture de leur programme 2010.
En mai 2013, Basford a ouvert sa première exposition personnelle, intitulée Wonderlands, au centre artistique Dundee Contemporary Arts.
En plus de ses illustrations, Basford a conçu des papiers peints lumineux, imprimés à l'aide d'encres spéciales sensibles aux ultraviolets.

### Ouvrages en anglais
- Johanna's Christmas, Virgin Book, 2013.
- Secret Garden: An Inky Treasure Hunt and Colouring Book, Laurence King Publishing, 2013.
- Secret Garden: 20 Postcards, Laurence King Publishing, 2014.
- Secret Garden: Three Mini Journals, Laurence King Publishing, 2014.
- Enchanted Forest: An Inky Quest and Colouring Book, Laurence King Publishing, 2015.
- Secret Garden Artist's Edition: A Pull-Out and Frame Colouring Book, Penguin Random House, 2015.
- Enchanted Forest Postcards: 20 Postcards, Penguin Random House, 2015.
- Lost Ocean: An Inky Adventure and Colouring Book, Penguin Random House, 2015.
- Johanna Basford's Secret Garden Journal, Laurence King Pubslihing, 2015.
- Magical Jungle: An Inky Expedition and Colouring Book, Penguin Random House, 2016.
- Johanna's Christmas: A Festive Colouring Book, Penguin Random House, 2016.
- Johanna Basford's Enchanted Forest Journal, Laurence King Publishing, 2016.
- Lost Ocean: Artist's Edition, Virgin Books, 2017.
- Magical Jungle: 36 Postcards to Color and Send, Penguin Random House, 2017.
- Ivy and the Inky Butterfly: A Magical Tale to Color, Penguin Random House, 2017.
- World of Flowers: A Colouring Book and Floral Adventure, Penguin Random House, 2018.
- Johanna Basford 2020 Weekly Coloring Planner Calendar, Andrews McMeel Publishing, 2019.
- How to Draw Inky Wonderlands: Create and Colour Your Own Magical Adventure, Penguin Random House, 2019.
- Johanna Basford Land, Sea, and Sky: Three Colourable Notebooks, Clarkson Potter, 2020.
- Johanna Basford 2021 Weekly Coloring Planner Calendar, Andrews McMeel Publishing, 2020.
- Miniature Secret Garden: A Pocket-sized Adventure Coloring Book, Laurence King Publishing, 2020.
- Miniature Enchanted Forest, Laurence King Publishing, 2021.
- Worlds of Wonder: A Coloring Book for the Curious, Penguin Random House, 2021.
- Johanna Basford 2022 Weekly Coloring Planner Calendar, Penguin Random House, 2021.
- Johanna Basford 2022 Weekly Coloring Wall Calendar: Special Collection of Whimsical Illustrations From Her Best-Selling Books, Andrew McMeel Publishing, 2021.
- 30 Days of Creativity: Draw, Color and Discover Your Creative Self, Penguin Random House, 2021.

### Ouvrages traduits en français
- Forêt enchantée, Marabout, 2015 (ISBN 978-2501100953).
- Monde des fleurs, Marabout, 2018 (ISBN 978-2501136914).
- Tout Dessiner comme Johanna Basford, Marabout, 2020 (ISBN 978-2501148474).
- Mes Mondes rêvés : Livre de Coloriage pour les Curieux, Marabout, 2021 (ISBN 978-2501160384).
- Noël Féérique, Marabout, 2021 (ISBN 978-2501166256).
- Jungle Magique, Marabout, 2021 (ISBN 978-2501154840).
- 30 Jours pour Créer comme Johanna Basford, Marabout, 2022 (ISBN 978-2501168755).
- La Maison des secrets, Marabout, 2022 (ISBN 978-2501174596).
- Jardin Secret, Marabout, 2023 (ISBN 978-2501177344).
- Jardin Secret : Journal intime, Marabout, 2023 (ISBN 978-2501177498).
- Jardin Secret : 20 cartes postales détachables à colorier, Marabout, 2023 (ISBN 978-2501177504).

## Récompenses
- 2007 : Elle Decoration Design Award[14].
- 2009 : Channel 4 Talent Award[14].
- 2021 : University of Dundee Entrepreneurial Recognition Award[11].